# Erwin Nypels
Erwin Nypels (ur. 1 sierpnia 1933 w Aerdenhout, zm. 8 grudnia 2024 w Rijswijku) – holenderski polityk, deputowany, w 1982 minister mieszkalnictwa i planowania przestrzennego.

## Życiorys
Kształcił się na kierunku ekonomiczno-socjologicznym na Uniwersytecie Amsterdamskim. W latach 60. pracował jako ekonomista w PTT, dyrekcji poczty, telegrafów i telefonii. Od 1954 był członkiem Partii Ludowej na rzecz Wolności i Demokracji. W latach 1962–1964 kierował jej organizacją młodzieżową JOVD. W 1966 należał do współzałożycieli Demokratów 66, wszedł w skład zarządu głównego tego ugrupowania. W pierwszej połowie lat 70. był dyrektorem partyjnej fundacji.
W latach 1967–1972, 1974–1982 i 1982–1989 wykonywał mandat posła do Tweede Kamer. Od maja do listopada 1982 sprawował urząd ministra mieszkalnictwa i planowania przestrzennego w rządzie Driesa van Agta. W pierwszej połowie lat 90. zajmował się działalnością związkową.

## Odznaczenia
- Order Lwa Niderlandzkiego III klasy (1980)[2]
- Order Oranje-Nassau III klasy (1982)[2]